# Synaptola thoracalis
Synaptola thoracalis là một loài bọ cánh cứng trong họ Cerambycidae.